# Myxomycètes
 (septembre 2020).
Classe

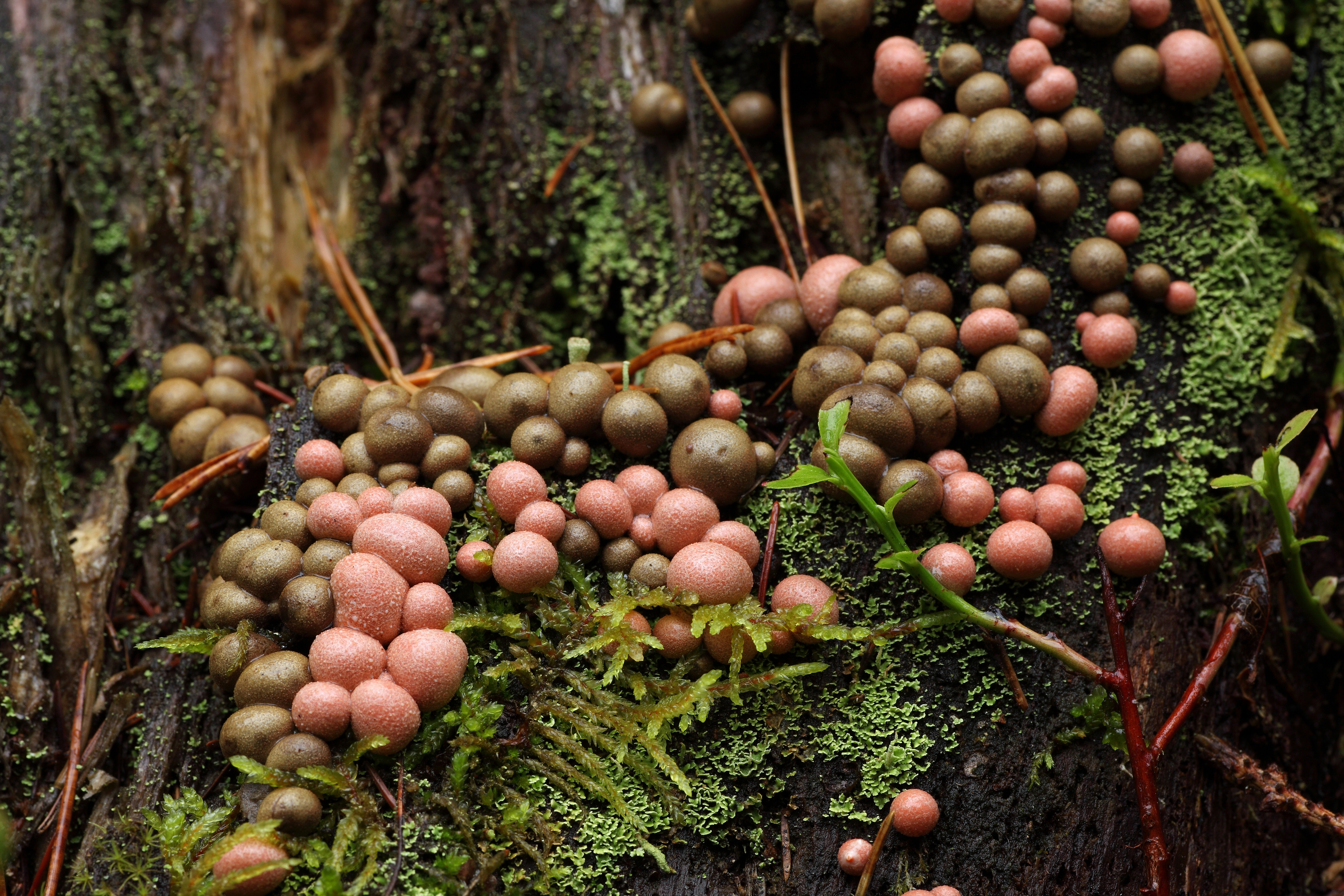
Corps fructifère (mature et immature) de la Lycogale des arbres sur du bois mort.

Les myxomycètes sont des eucaryotes unicellulaires qui se caractérisent par la formation d'un plasmode (vrai ou pseudoplasmode). Ils étaient initialement réunis aux champignons, car leurs cycles de vie comportent une étape de sporulation végétative macroscopique. Ce regroupement s'est avéré polyphylétique, car formé de plusieurs lignées indépendantes de protistes, aucune d'elle n'étant liée aux « champignons vrais » du règne des Fungi.
Leur nom est formé de « myxo » qui signifie gélatineux ou gluant, en référence à la texture du plasmode. Ils sont également appelés « champignons amiboïdes » ou parfois « champignons-animaux ». En anglais, on les connaît sous le nom de slime molds (« moisissures visqueuses »).
Le cœur du groupe historique (= Myxomycètes au sens strict ou Mycetozoa) a été intégré à l'embranchement (ou supergroupe) des Amoebozoa, qui comprend aussi de nombreuses amibes. On trouve d'autres myxomycètes parmi les clades des Discoba, des Stramenopiles et des Rhizaria. Ils restent cependant traditionnellement étudiés par les mycologues, bien qu'il s'agisse plutôt d'« amibes collectives ».

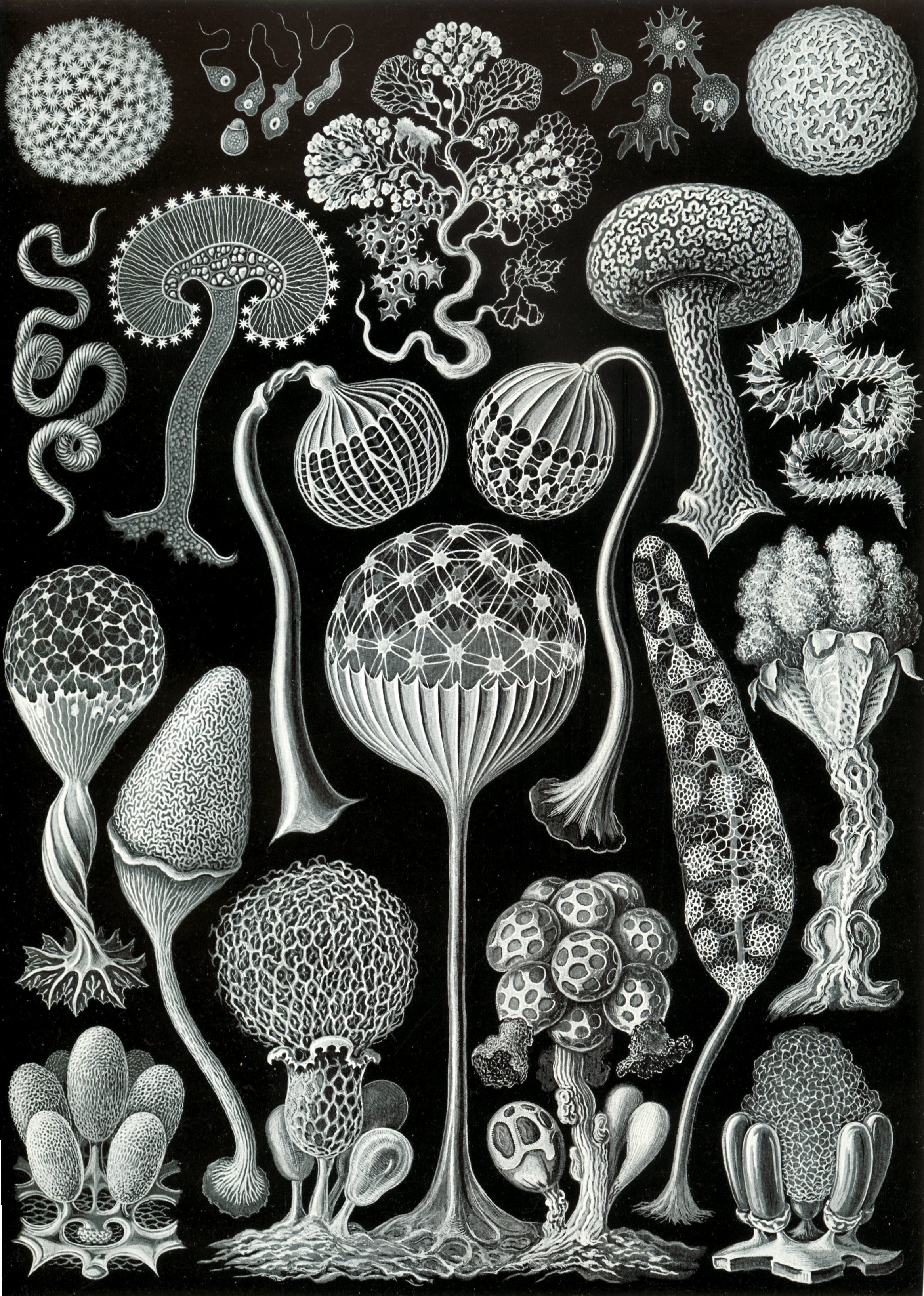
Mycetozoa ; planche d'Ernst Haeckel (1904), in de (les formes artistiques de la nature).

## Description et habitat
Le radical « myxo » fait référence à la formation du plasmode, un des stades de développement, caractérisé par une masse gélatineuse. Cette masse correspond à une seule cellule non segmentée, dans laquelle baignent de nombreux noyaux.
Ce plasmode n'est pas enfermé dans une paroi rigide ; il peut donc être animé de mouvements convulsifs et se déplacer de quelques centimètres par heure. Cette forme se développe en fonction des conditions climatiques favorables. En particulier, elle nécessite une hygrométrie importante. Quand les conditions sont défavorables, le plasmode se rétracte et peut se replier dans les anfractuosités de son substrat.
Le plasmode se nourrit de bactéries et de champignons, pouvant même engloutir un sporophore entier.
Les myxomycètes se rencontrent sur différents substrats toujours végétaux : bois morts, litière de feuilles et brindilles, compost, mousses, etc.

## Reproduction des myxomycètes

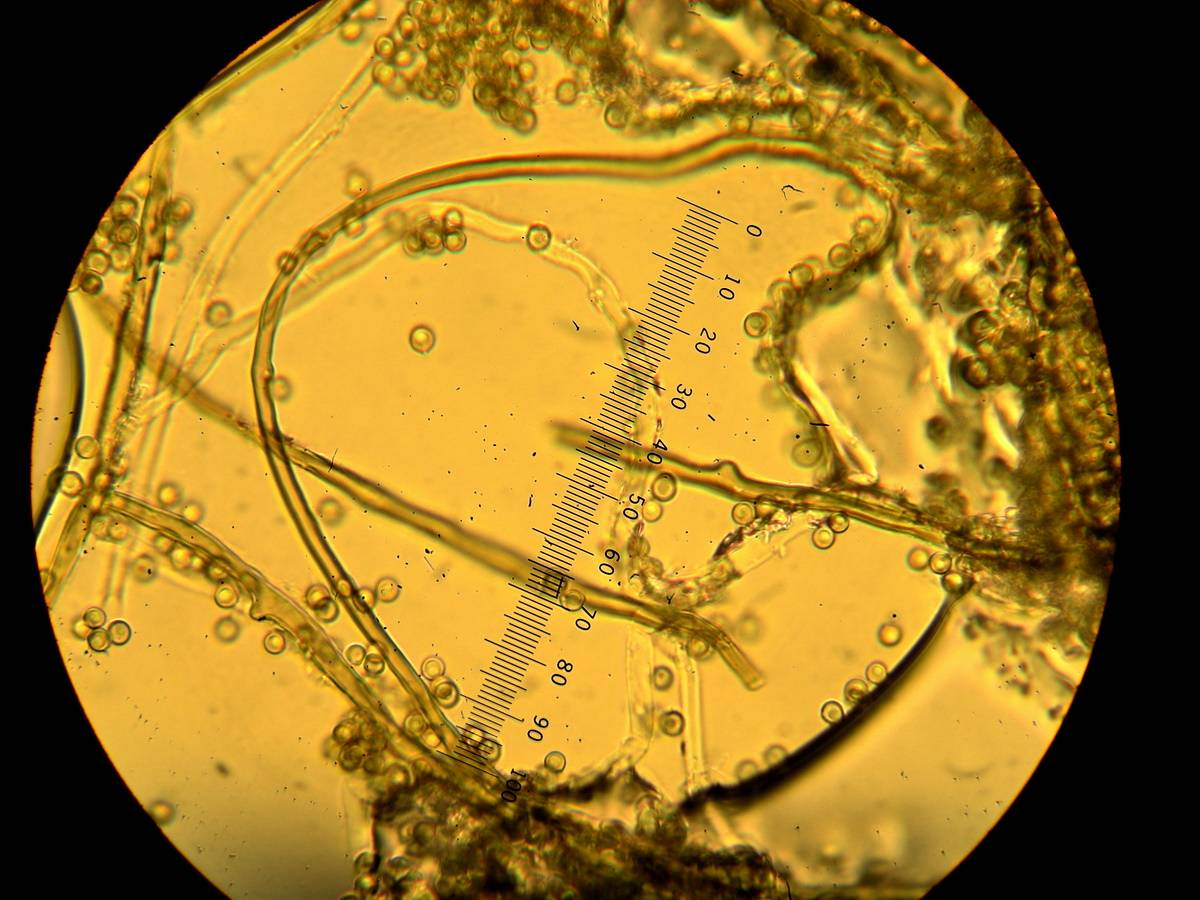
Spores au milieu de capillitium.

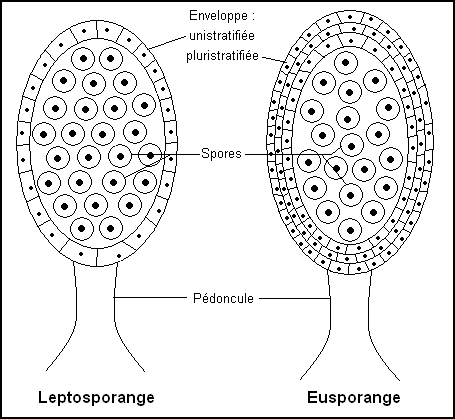
Sporange (spores enfermés dans une enveloppe).

Lors de la reproduction, ils prennent une forme plus proche du champignon avec un stipe (pied), pas toujours présent, qui porte les spores emprisonnées dans un réseau de capillitium (fins filaments) qui peut être enfermé dans le peridium.
La reproduction se fait par spores. Quand un myxomycète va former ses spores, la masse protoplasmique s'élève sur son support et se renfle en certains points pour former des masses sphériques, ovoïdes ou variables, sessiles ou munies d'un pédicelle plus ou moins court, le sporocarpe, très semblables aux sporanges. Les sporocarpes peuvent confluer en des masses globuleuses (aethalium) contiguës ou dispersées, assez volumineuses (quelques mm), de teinte variable.
- Chacun de ces sporanges donne naissance, par multiplication des noyaux qu'il contient et par apparition entre eux de membranes cellulosiques, à un grand nombre de spores qui deviennent sphériques, tandis qu'une partie du protoplasme est employée à la formation d'un réseau de filaments stériles et résistants, le capillitium.
- À maturité, le sporange s'ouvre sous la pression du capillitium, qui, en se déployant au dehors, favorise la dissémination des spores, renfermées dans ses mailles. La spore germe en laissant échapper le protoplasme qu'elle contient. Cette petite masse se munit d'un cil vibratile au moyen duquel elle se déplace en utilisant aussi des mouvements amiboïdes : elle est improprement nommée zoospore puisque sa forme est essentiellement variable.
- Quand la zoospore perd son cil, elle devient une myxamibe, s'accroît aux dépens du milieu ambiant et se divise plusieurs fois de suite.
- Si les conditions sont défavorables, la myxamibe s'enveloppe alors d'une membrane résistante et forme un kyste.
- Si le développement n'est pas entravé, les myxamibes se rapprochent et fusionnent en formant un symplaste.
- Plusieurs symplastes en se réunissant constituent le plasmode, capable de donner des sporanges.
- Si l'enkystement se produit à ce moment, le kyste prend le nom de sclérote.
- Les spores produites sont le plus souvent lisses, parfois hérissées d'aspérités piliformes, ovales ou sphériques. Le plasmode est souvent incrusté de carbonate de calcium granuleux ou cristallisé. Au cours de sa locomotion amiboïde, il englobe souvent des morceaux de bois mort et autres débris.

La taille de la forme reproductive est de l'ordre du millimètre avec des spores de taille relativement importante, de l'ordre de 10 micromètres.
Les spores produisent des cellules à n chromosomes munies ou non de flagelles (comme les protozoaires) qui en s'unissant formeront une cellule à 2n chromosomes : la forme plasmode.
Les myxomycètes servent de nourriture aux insectes comme les psoques, à certaines moisissures…
L'étude des myxomycètes a été dynamisée au début du XXe siècle par Charles Meylan, qui en a décrit de nombreuses espèces, sous-espèces ou variétés nouvelles. Leur étude nécessite l'emploi d'une loupe grossissant 10 fois au minimum et d'autres appareils optiques plus sophistiqués.
Environ 1 000 espèces de myxomycètes sont actuellement dénombrées, réparties dans une soixantaine de genres.

## Raisons de leur exclusion du règneFungi
Parce qu'ils produisent des spores et possèdent une membrane de cellulose autour de leurs spores, les myxomycètes ont été longtemps considérés comme des végétaux cryptogames, puis des champignons.
Les myxomycètes ne sont pas des Fungi car :
- Ils ne possèdent pas de mycélium.
- Ils possèdent un plasmode capable de se déplacer lentement vers un substrat nutritif, et assurent leur nutrition par phagocytose, qui est un mode de nutrition par ingestion, ce qui les exclut également des Fungi dont on a recentré le mode de nutrition sur l'absorption exclusive. Ce mode de déplacement et de nutrition leur vaut d'être considérés abusivement comme des organismes mi-champignons mi-animaux[5].
- Ils ne possèdent pas les caractères propres au règne fongique et ne sont donc plus des champignons au sens strict ; ils ne peuvent pas non plus s'intégrer dans l'un des quatre autres règnes, à l'exception des Mycetozoa. Néanmoins, certains les classent dans le règne des Protistes (Protoctista plutôt que Protozoa).

Ils continuent toutefois à être étudiés par des mycologues.

## Classification
Les myxomycètes étaient divisés en plusieurs groupes :
- les myxomycètes au sens strict, caractérisés par un stade plasmodial et des fructifications définies ;
- les acrasiomycètes, qui forment des pseudoplasmodes par agrégation de cellules ;
- les plasmodiophoromycètes, des phytopharasites ;
- les labyrinthulomycètes, à plasmodes en réseaux.

## Étude en laboratoire
Toutes les espèces de Myxomycètes ne sont pas étudiées en laboratoire : certaines sont impossibles à élever et d'autres n'ont pas de propriétés qui les rendraient intéressantes à utiliser. Les deux espèces les plus étudiées sont Physarum polycephalum (ou "blob") et Fuligo septica. Elles sont employées en biologie pour faire de la recherche fondamentale sur la cellule et en éthologie pour faire de la recherche sur les comportements des êtres vivants primitifs.
L'absence de prédateurs les rend immortels en laboratoire. Le plus gros spécimen de Physarum polycephalum mesurait 10 mètres carrés[réf. nécessaire].
Le CNRS a aussi étudié leurs différents « caractères », dans une expérience concernant entre autres les espèces américaine, japonaise et australienne. Ont ainsi été étudiés leurs techniques d'exploration (pour trouver à manger) et leur façon de réfléchir. Le spécimen américain est doté d'une grande précision grâce au fait qu'il ne va pas trop vite, mais a beaucoup de mal à apprendre. Le spécimen japonais est très furtif et de ce fait, une fois sur deux, il se trompe ; les scientifiques pensent que cette technique est due au fait qu'ils sont beaucoup dans les forêts à cause de l'humidité et donc la nourriture se fait très rare, ils ne prennent donc pas le temps de réfléchir. Le spécimen australien est en revanche extrêmement lent ; cela est dû au fait qu'il « réfléchit » avant, car sa nourriture est extrêmement abondante, et n'a donc pas la nécessité de se précipiter dessus.
En octobre 2021, le CNRS (CNRS/Université Toulouse III - Paul Sabatier) lance un « projet de science participative ouvert à 10 000 apprentis scientifiques :  Derrière le blob, la recherche », afin d'explorer  la cognition animale et « les effets du changement climatique sur le blob ».

## Galerie photo

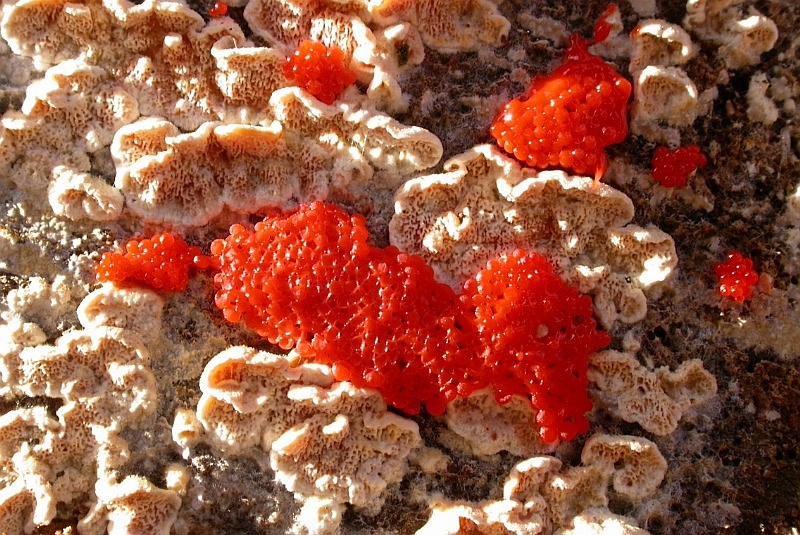
Myxomycète sans doute du genre Trichia, sur un polypore.
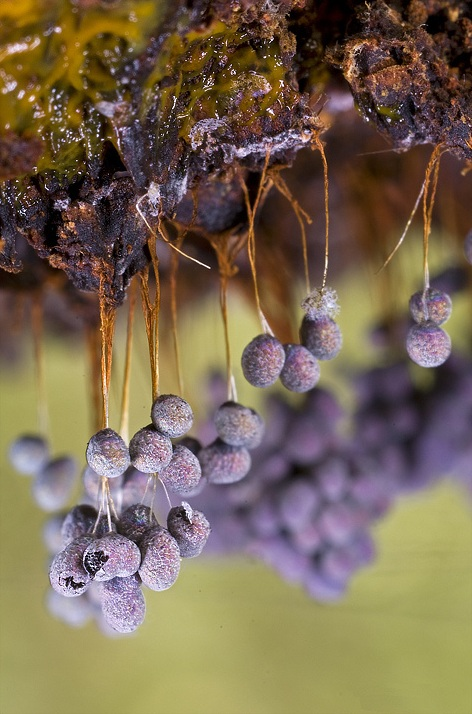
Myxomycète Badhamia utricularis.
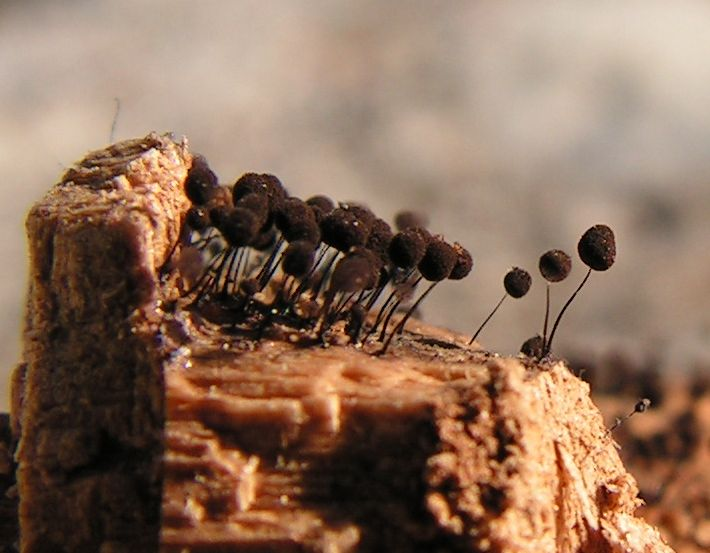
Myxomycète sur un morceau de bois.
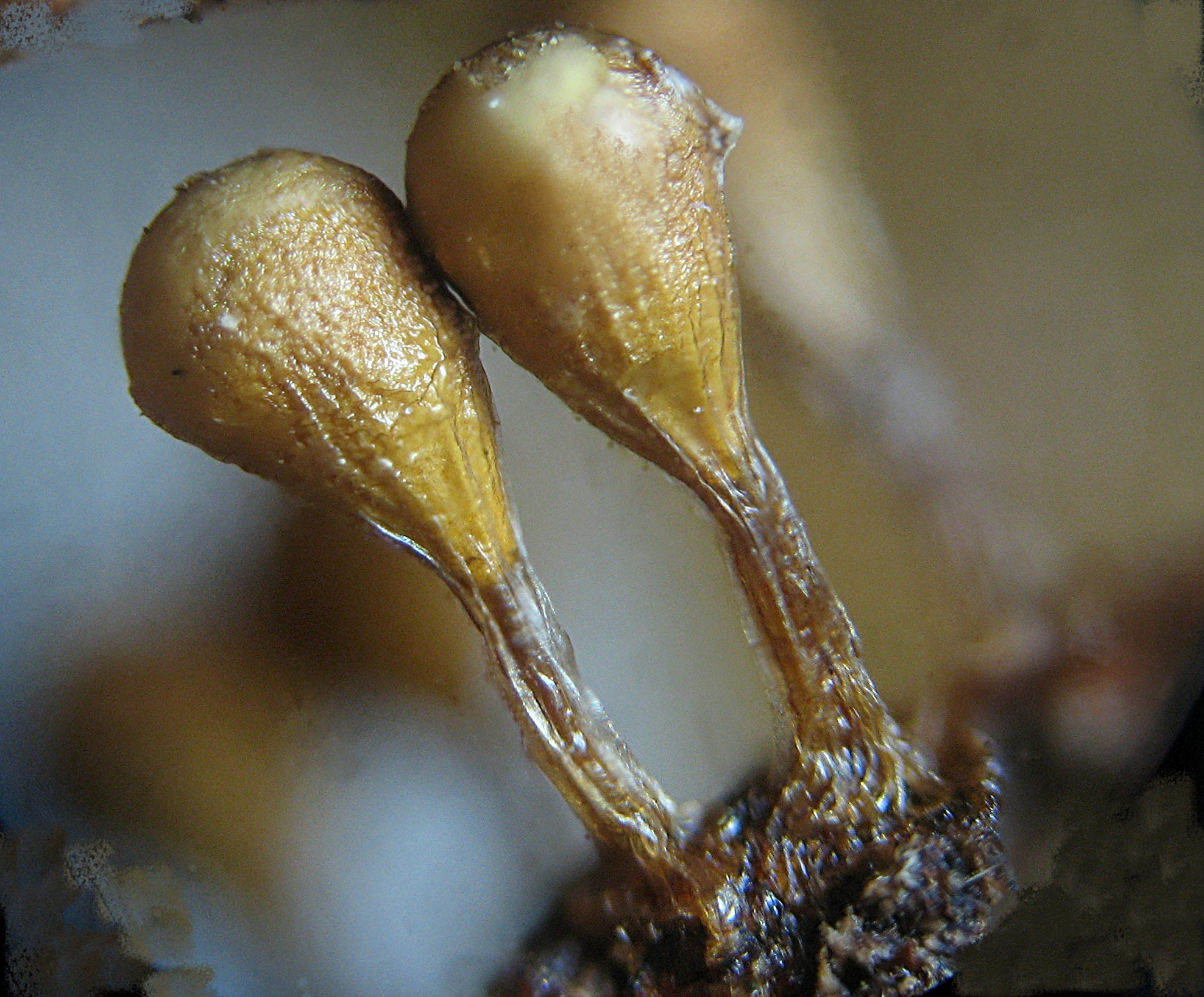
Trichia decipiens (Pers.) Macbr.
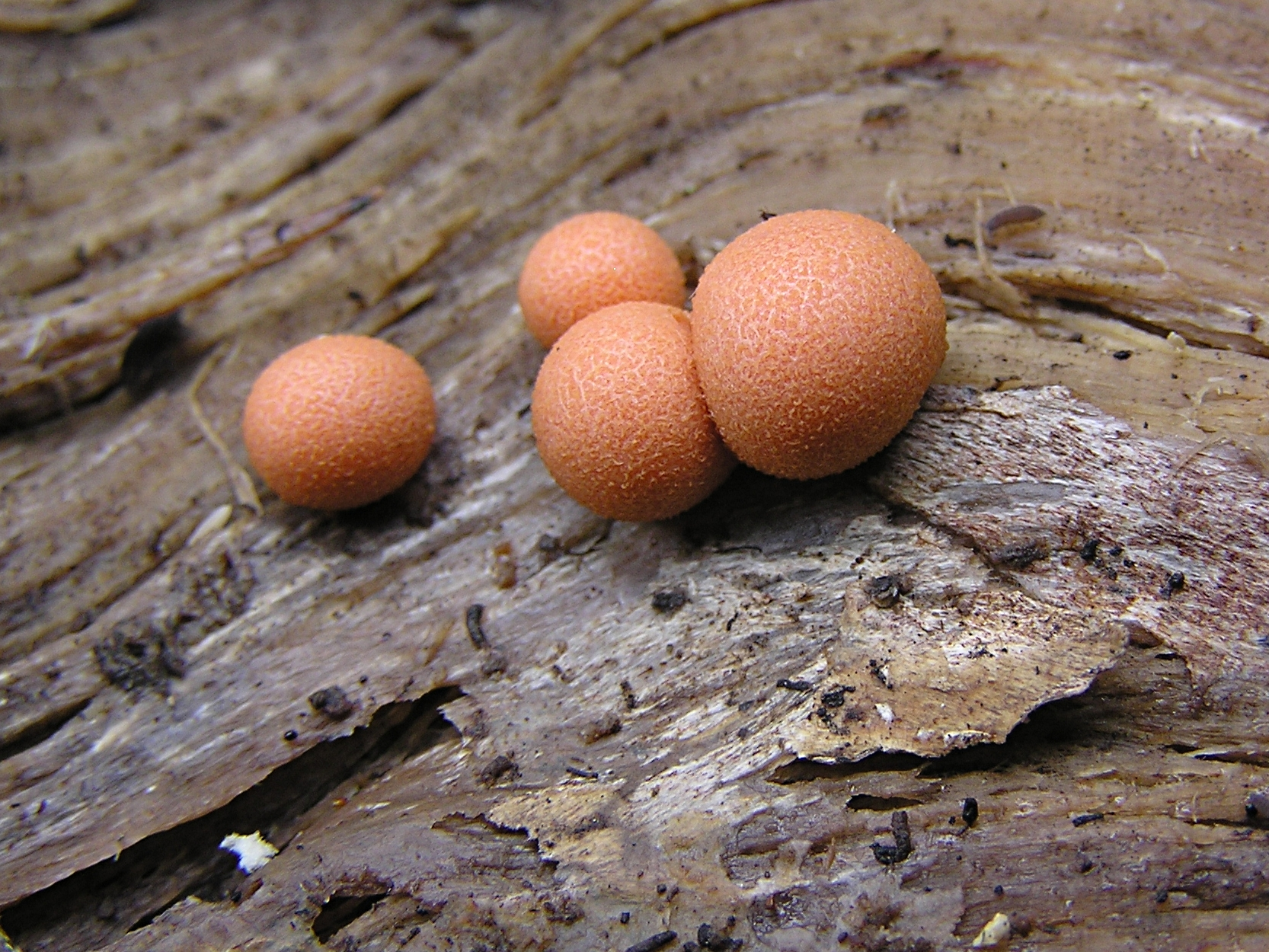
Lycogala epidendrum au plasmode d'un beau rose « dentifrice » avant de devenir brun terne et poudreux à maturité.
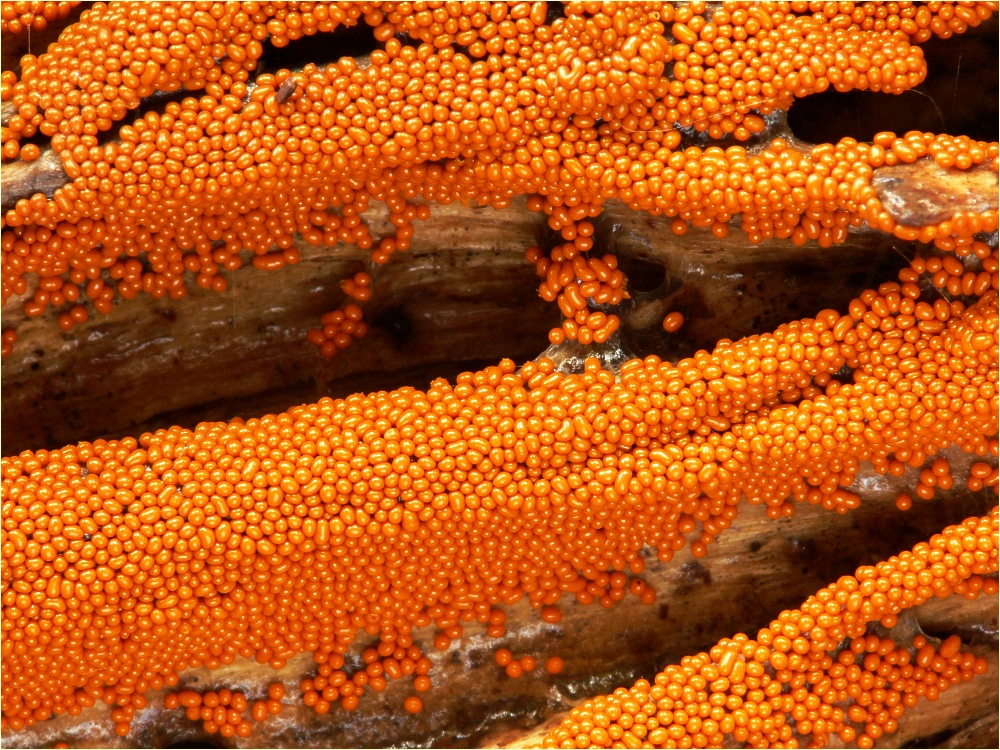
Trichia (sur du bois mort) ?
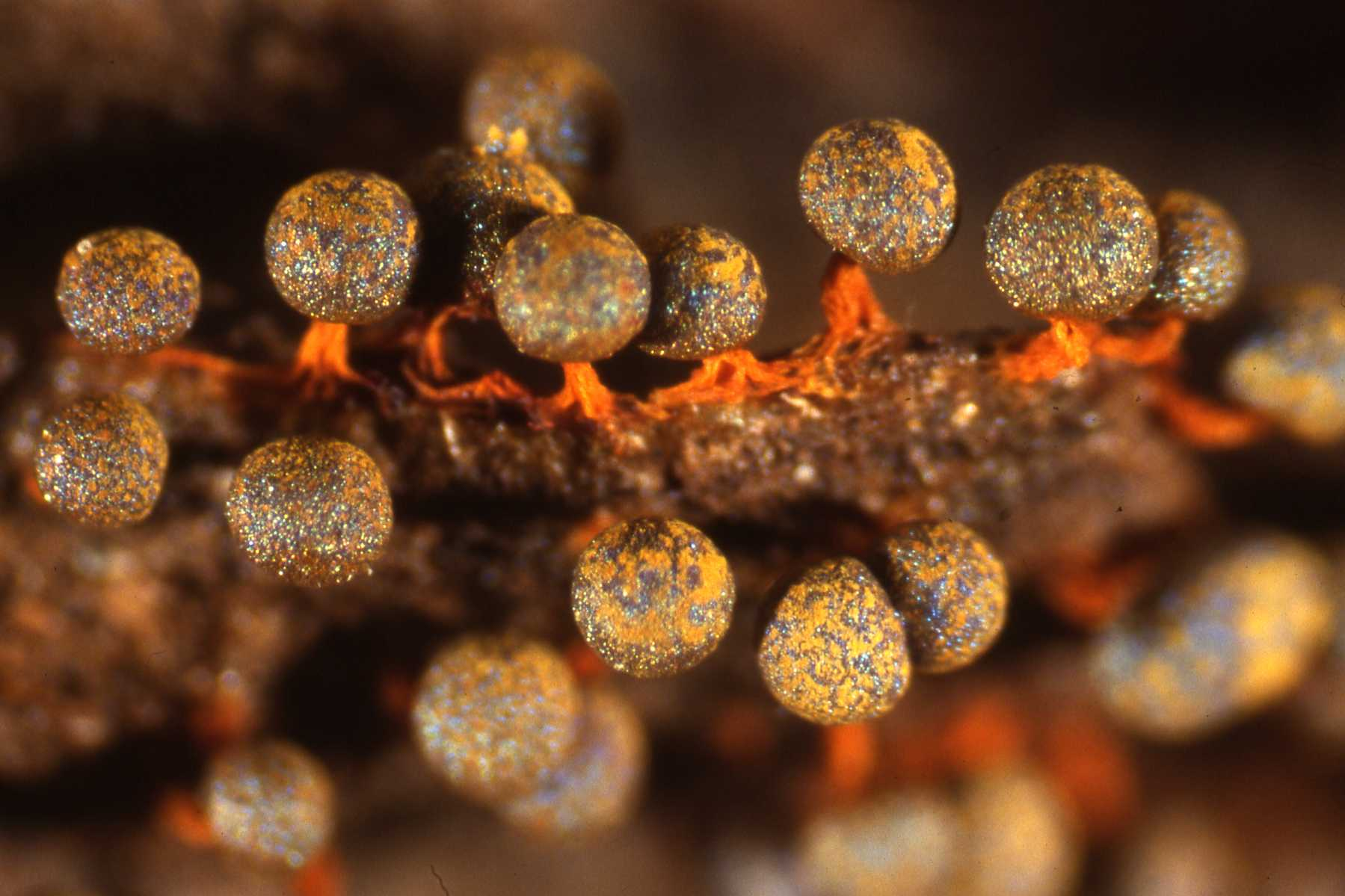
Physarum psittacinum.

## Culture
Pour une liste des œuvres culturelles inspirées des myxomycètes, voir blob : culture et société.
- Dans le jeu vidéo Monster Hunter 3 Ultimate, il est dit que le Brachydios utilise un myxomycète pour produire des explosions[8].
- Dans le manga Nausicaa de la vallée du vent de Hayao Miyazaki, les scientifiques de l'empire tolmèque créent un myxomycète géant pour une opération militaire.
- Music for myxomycètes, nom donné à un album du groupe (musique) Inoyama Land, composé de Makoto Inoue et Yasushi Yamashita. Sorti le 5 août 1998, label Transonic records, style ambient, électronique.
- Depuis 2016, on évoque parfois les myxomycètes sous le nom de « blob » en référence au film Le Blob dans lequel un organisme alien ressemblant à une gelée dévore tout sur son passage[9]. Ce surnom, devenu courant dans la culture populaire, a été introduit par la chercheuse Audrey Dussutour qui a découvert les  capacités[10] de croissance et d'apprentissage[11] de Physarum polycephalum, une espèce de myxomycètes. Elle en a fait le héros d'un livre paru aux éditions des Équateurs, Tout ce que vous avez toujours voulu savoir sur le blob sans avoir jamais osé le demander ; il a reçu le prix Science pour tous[12].